# Bisdom San Miguel (El Salvador)
Het bisdom San Miguel (Latijn: Dioecesis Sancti Michaelis) is een rooms-katholiek bisdom met als zetel San Miguel, in El Salvador. Het bisdom is suffragaan aan het aartsbisdom San Salvador. 

## Geschiedenis
Het bisdom werd opgericht op 11 februari 1913, uit delen van het aartsbisdom San Salvador. Op 2 december 1954 verloor het gebied bij de oprichting van het bisdom Santiago de María. 

## Parochies
Het bisdom had in 2022 een oppervlakte van 4.798 km2 en telde 1.251.537 inwoners waarvan 68,1% rooms-katholiek was.

## Bisschoppen
- Juan Antonio Dueñas y Argumedo (1 augustus 1913 - 3 juli 1941)
- Miguel Angel Machado y Escobar (25 september 1942 - 10 januari 1968)
- Lorenzo Michele Joseph Graziano (10 januari 1968 - 27 juni 1969; coadjutor sinds 24 augustus 1965)
- José Eduardo Alvarez Ramírez (9 december 1969 - 10 april 1997)
- Romeo Tovar Astorga (10 april 1997 - 12 mei 1999; coadjutor sinds 17 december 1996)
- Miguel Ángel Morán Aquino (19 juli 2000 - 9 februari 2016)
- Fabio Reynaldo Colindres Abarca (7 december 2017 - heden)